# تپه توری
تپه توری مربوط به عصر مس است و در شهرستان اشنویه، بخش مرکزی، دهستان اشنویه شمالی، روستای علی‌آباد واقع شده و این اثر در تاریخ ۲۸ شهریور ۱۳۸۶ با شمارهٔ ثبت ۱۹۵۸۳ به‌عنوان یکی از آثار ملی ایران به ثبت رسیده است.